# سیشن
سیشن (انگلیسی: Cision) شرکت فناوری اطلاعات آمریکایی است، که در سال ۲۰۰۰ تأسیس شد.